# DevilDriver
A DevilDriver (korábbi nevén Deathride) egy amerikai metalegyüttes, amely a népszerű Coal Chamber zenekar mellékágazataként indult. Fafara volt az egyetlen visszatérő tag a Coal Chamberből. Zeneileg groove, illetve melodikus death metalt játszanak. 2002-ben alakultak meg a kaliforniai Santa Barbarában. Fennállásuk alatt 7 nagylemezt jelentettek meg. Egészen a mai napig működnek (ellentétben a Coal Chamberrel, amely 2016-ban feloszlott). Lemezkiadóik: Napalm Records, Roadrunner Records. Ez a két kiadó dobta piacra továbbá a CC albumait is. Az együttes új nagylemezt jelentet meg, amelynek már be is fejezték a rögzítését. Az elkövetkezendő évekre: 2020-ra, 2021-re, 2023-ra, 2024-re és 2025-re is új stúdióalbumokat terveznek, utána szünetet tartanak.

## Tagok
- Dez Fafara – éneklés (2002–)
- Mike Spreitzer – gitár (2004–)
- Neal Tiemann – gitár (2015–)
- Austin D'Amond – dobok (2015–)
- Diego Ibarra – basszusgitár (2016–)

## Korábbi tagok
- Jeff Kendrick – gitár (2002–2014)
- John Boecklin – dobok (2002–2014)
- Jonathan Miller – basszusgitár (2002–2011)
- Evan Pitts – gitár (2002–2004)

## Diszkográfia/Stúdióalbumok
- DevilDriver (2003)
- The Fury of Our Maker's Hand (2005)
- The Last Kind Words (2007)
- Pray for Villains (2009)
- Beast (2011)
- Winter Kills (2013)
- Trust No One (2016)
- Outlaws 'til the End: Vol. 1 (2018)
- Dealing with Demons Vol. I (2020) [3]
- Dealing with Demons Vol. II (2021)

## Egyéb kiadványok
- Head on to Heartache (EP, 2008)